# Lukáš Hrádecký
Lukáš Hrádecký csehszlovák születésű finn válogatott labdarúgókapus, a AS Monaco játékosa.

## Pályafutása

### TPS
Hrádecký karrierjét a finn Turun Palloseura csapatában kezdte. 2008-ban a hollandiai Ruurlo Nemzetközi Karel Stegeman U-19-es Ifjúsági versenyen játszott, ahol a legjobb kapusnak járó díjat nyerte el.

### Esbjerg
2009. január 10-én Hrádeckýt leigazolta az Esbjerg fB, aki négyéves szerződést kötött a dán csapattal. 2010. augusztus 3-án bejelentették, hogy Hrádecký egy hétig próbajátékon a Manchester United csapatánál edz. Az angolok vele szerették volna megerősíteni a keretüket a kapus Tom Heaton távozása után, azonban úgy döntött, hogy az Esbjergben marad. A 2012-13-as Superliga szezon végén Hradecky szerződést bontott az Esbjerg fB-vel, mert a szerződés meghosszabbításáról nem sikerült megállapodni.

### Brøndby
2013. június 12-én Hrádecký csatlakozott előző csapatának riválisához, a Brøndby IF-hez. Négyéves szerződést írt alá.

### Eintracht Frankfurt
Augusztusban Hrádecký a Brøndbyből átigazolt a német élvonalban szereplő Eintracht Frankfurt csapatába. Az átigazolás értékét nem közölték, de a sportújságok értesülése szerint az Eintracht 2 millió eurót fizetett. 2017-18-ban, utolsó szezonjában az Eintracht színeiben, Hrádecký lett a Bundesliga legjobb kapusa.

### Bayer Leverkusen
2018 májusában a Bayer Leverkusen igazolta le a szabadon igazolható Hrádecký-t, aki 2023-ig írt alá.

### AS Monaco
2025. augusztus 8-án 2+1 éves szerződést írt alá az AS Monaco csapatával, 2,5 millió eurós átigazolási díjért és további 1 millió eurós bónuszért.

## Családja
Testvérei Tomas  és Matej szintén labdarúgók.

## Sikerei, díjai
- Esbjerg
  - Dán másodosztály bajnok: 2011–12
  - Dán kupa: 2012–13

- Eintracht Frankfurt
  - Német kupa: 2017–18

- Bayer 04 Leverkusen
  - Német bajnok: 2023–24
  - Német kupa: 2023–24
  - Német szuperkupa: 2024